# Vũ Giang
Vũ Giang (tiếng Trung: 武江区, Hán Việt: Vũ Giang khu) là một quận nội thành ở phía tây của địa cấp thị Thiều Quan (韶关市), tỉnh Quảng Đông, Cộng hòa Nhân dân Trung Hoa. Quận này có diện tích, dân số. Quận được chia ra 5 trấn, 2 nhai đạo sự biện xứ.